# Tour de la Hainleite
Le Tour de la Hainleite (en allemand : Rund um die Hainleite) est une course cycliste allemande disputée autour de la Hainleite (en), en Thuringe.

## Histoire
Créé en 1907, le Tour de la Hainleite était une épreuve amateur jusqu'en 1910.
De 1980 à 1989, seules six éditions ont été disputées, constituant des étapes du Tour de Thuringe. Le Tour réapparaît à part entière en 1993, d'abord en tant qu'épreuve amateur, puis ouverte aux professionnels à partir de 1996.
En 2005, le Rund um die Hainleite intègre l'UCI Europe Tour en catégorie 1.1. En 2008, l'épreuve disparaît de nouveau en tant que course d'un jour. Elle intègre à nouveau le Tour de Thuringe, dont elle constitue la dernière étape.

## Palmarès

### Dernière étape du Tour de Thuringe
| - 2012 Danny van Poppel - 2011 Luke Rowe - 2010 John Degenkolb - 2009 Adam Blythe - 2008 Laurent Beuret |

### Course en ligne
| - 2007 Greg Van Avermaet - 2006 Jens Voigt - 2005 Bert Grabsch - 2004 Peter Wrolich - 2003 Enrico Poitschke - 2002 Sascha Sviben - 2001 Christian Wegmann - 2000 Nicki Sørensen - 1999 Holger Sievers - 1998 Thomas Liese - 1997 Dirk Müller - 1996 Mario Kummer - 1995 Roland Nestler - 1994 Thomas Schlenderlein - 1993 Hagen Bernutz - 1990-1992 non-disputé - 1989 Steffen Rein - 1988 non-disputé - 1987 Uwe Ampler - 1986 Mario Kummer - 1984-1985 non-disputé - 1983 Uwe Raab - 1982 Bernd Drogan - 1982 Olaf Ludwig - 1981 Mario Kummer - 1980 Thomas Barth - 1971-1979 non-disputé - 1970 Dieter Grabe - 1969 Wolfgang Braune - 1968 non-disputé - 1967 Bernd Patzig - 1966 Klaus Ampler - 1965 Rainer Marks - 1964 Klaus Kellermann - 1963 K. Taufmann - 1962 Eberhard Butzke - 1961 Horst Klawohn | - 1960 Erich Hagen - 1960 Gustav-Adolf Schur - 1959 V. Eeckhaudt - 1958 Manfred Weißleder - 1957 W. Seidel - 1957 Gustav-Adolf Schur - 1956 Günther Oldenburg - 1955 Siegfried Wustrow - 1955 Rudi Kirchoff - 1954 Gustav-Adolf Schur - 1953 Edi Ziegler - 1952 Lothar Meister - 1951 F. Funke - 1951 W. Fritzsche - 1950 Bernhard Wille - 1950 H. Gaede - 1949 P. Scherner - 1945-1948 non-disputé - 1944 H. Claessen - 1943 H. Bresching - 1942 Harry Saager - 1941 B. Schultze - 1940 Fritz Scheller - 1939 W. Schiffner - 1939 H. Siegel - 1938 W. Richter - 1938 Georg Umbenhauer - 1937 W. Oberquelle - 1937 W. Nickel - 1936 P. Machleidt - 1936 F. Ruhland - 1935 E. Westhaus - 1935 E. Scheller - 1934 H. Schumann - 1934 F. Anger - 1933 F. Mertens - 1933 Georg Stach | - 1932 K. Kerber - 1932 R. Risch - 1931 S. Kley - 1931 O. Michael - 1930 O. Beyer - 1929 H. Puttkammer - 1929 H. Stache - 1928 W. Haucke - 1928 R. Hahn - 1928 Paul Kohl - 1927 R. Schuster - 1927 G. Zind - 1926 O. Gugau - 1926 Gaetano Belloni - 1925 R. Beyer - 1925 Paul Kohl - 1924 Otto Nitze - 1923 M. Werner - 1922 A. Roßner - 1922 Paul Kohl - 1921 M. Werner - 1921 Adolf Huschke - 1920 K. Ohme - 1915-1919 non-disputé - 1914 P. Fehlau - 1914 Erich Aberger - 1913 H. Koch - 1913 Erich Aberger - 1912 A. Frömming - 1912 F. Suter - 1911 K. Trettenborn - 1911 Karl Zander - 1910 Gustav Schulze - 1909 H. Schröckel - 1908 H. Schröckel - 1907 W. Ochs |